# Comté d'Emmet (Iowa)
Pour les articles homonymes, voir Comté d'Emmet.
Le comté d'Emmet est un comté de l'État de l'Iowa, aux États-Unis.
Siège : Estherville.
Villes : Dolliver